# ماروواتولنا
ماروواتولنا (به لاتین: Marovatolena) یک منطقهٔ مسکونی در ماداگاسکار است که در بخش انالالاوا واقع شده‌است. ماروواتولنا ۹٬۰۰۰ نفر جمعیت دارد و ۲۱۱ متر بالاتر از سطح دریا واقع شده‌است.